# Nina Dumbadze
Nina Jakovlevna Dumbadze, coniugata D'jačkova (in russo Нино Яковлевна Думбадзе-Дьячкова?, in georgiano ნინო დუმბაძე-დიაჩკოვი?, Nino Dumbadze-Diachk'ovi; Odessa, 23 gennaio 1919 – Tbilisi, 14 aprile 1983), è stata una discobola e allenatrice di atletica leggera sovietica, ex primatista mondiale del lancio del disco.

## Biografia
Nata nell'attuale Ucraina da famiglia georgiana, iniziò a praticare l'atletica leggera nel 1935 e fu la più grande discobola degli anni 1940, ma a causa della sua breve carriera agonistica dovuta allo scoppio della seconda guerra mondiale, non ricevette mai fama internazionale e molti dei suoi lanci migliori non furono mai ratificati come record del mondo.
All'inizio della sua carriera, si dedicò principalmente al salto in lungo e alla velocità, ma dopo pochi anni, nel 1937, cominciò a praticare il lancio del disco, quando la sua famiglia si trasferì nell'odierna Georgia e lei poté incontrare il suo allenatore e futuro marito Boris D'jačkov.
Presto divenne la migliore lanciatrice del disco sovietica e nel 1939 batté il record della tedesca Gisela Mauermayer portandolo da 48,31 a 49,11 m ai campionati nazionali sovietici. Questo record non fu però mai ratificato, in quanto l'Unione Sovietica all'epoca non era membro della IAAF.
Durante la seconda guerra mondiale si migliorò ulteriormente, e nel 1946, una settimana dopo aver vinto la medaglia d'oro ai campionati europei di atletica leggera di Oslo, fu la prima donna a lanciare l'attrezzo oltre i 50 m, quando, durante una gara a Sarpsborg (Norvegia), ottenne la prestazione di 50,50 m. Anche questo risultato non fu ratificato come record mondiale dalla IAAF, ma Dumbadze l'8 agosto 1948 ottenne la sua prima prestazione ufficialmente riconosciuta a livello internazionale con un lancio di 53,25 m ottenuto a Mosca, migliorando il record del mondo di quasi 5 metri.
In seguito migliorò altre due volte il suo record del mondo: la prima volta nel maggio 1951, a Gori, con 53,37 m; successivamente nel 1952, a Tbilisi, con un lancio di 57,04 m.
Nel 1950 conquistò la sua seconda medaglia d'oro ai campionati europei di Bruxelles, facendo registrare il record della manifestazione, mentre l'anno prima fu la vincitrice del lancio del disco ai Giochi Mondiali Studenteschi (i precursori delle Universiadi).
Nel 1952 prese parte ai Giochi olimpici di Helsinki, dove vinse la medaglia di bronzo alle spalle delle connazionali Nina Romaškova (oro) e Elizaveta Bagrjanceva (argento). Questa fu il primo podio della storia dell'atletica femminile composto da tre atlete della stessa nazione.
Nell'arco della sua carriera fu anche otto volte campionessa nazionale sovietica. Dopo il suo ritiro dalle competizioni divenne allenatrice di atletica leggera lavorando insieme al marito, il quale fu a capo della squadra tecnica della nazionale georgiana. Il loro figlio, Jurij D'jačkov, fu un grande multiplista e prese parte ai Giochi olimpici di Roma 1960.

## Record mondiali
- Lancio del disco:
  - 49,11 m (1939, non ratificato)
  - 50,50 m (1946, non ratificato)
  - 53,25 m ( Mosca, 8 agosto 1948)
  - 53,37 m ( Gori, 27 maggio 1951)
  - 57,04 m ( Tbilisi, 18 ottobre 1952)

## Palmarès
| Anno | Manifestazione  | Sede      | Evento           | Risultato | Prestazione | Note                  |
| ---- | --------------- | --------- | ---------------- | --------- | ----------- | --------------------- |
| 1946 | Europei         | Oslo      | Lancio del disco | Oro       | 44,21 m     |                       |
| 1950 | Europei         | Bruxelles | Lancio del disco | Oro       | 48,03 m     | Record dei campionati |
| 1952 | Giochi olimpici | Helsinki  | Lancio del disco | Bronzo    | 46,29 m     |                       |

## Campionati nazionali
- 8 volte campionessa sovietica assoluta del lancio del disco (1939, 1943, 1944, 1946, 1947, 1948, 1949, 1950)